# Hugh Carthy
Pour les articles homonymes, voir Carthy.

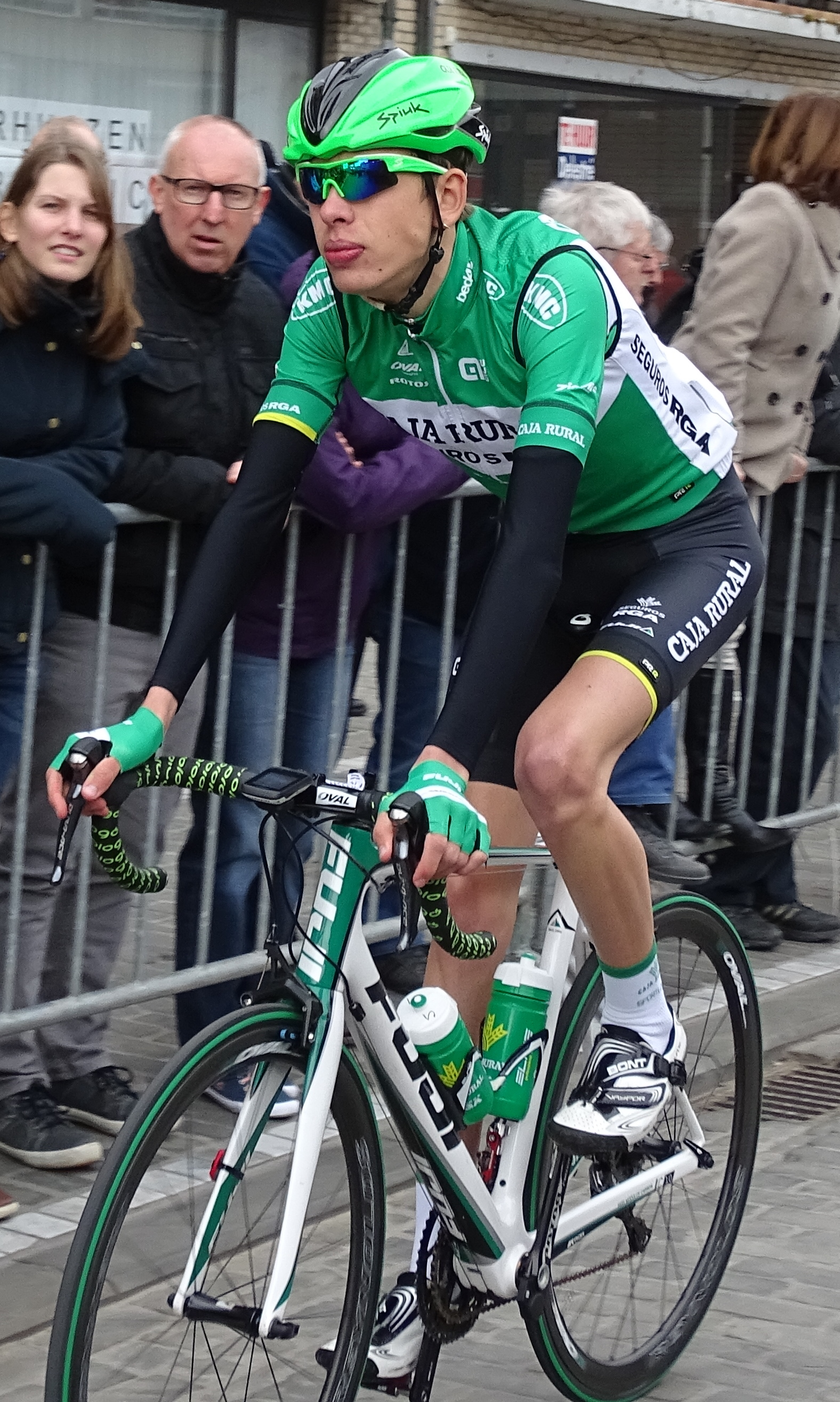
Hugh Carthy lors de la Nokere Koerse 2015.

Hugh John Carthy, né le 9 juillet 1994, est un coureur cycliste britannique, membre de l'équipe EF Education-EasyPost. Pur grimpeur, il se révèle sur le Tour d'Espagne 2020, où il prend la troisième place du général et remporte une étape au sommet de l'Angliru.

## Biographie

### Débuts
Hugh Carthy est originaire de Preston, en Angleterre. Son père, Sean, est un passionné de cyclisme qui a initié son fils au sport. La famille passe ses vacances d'été en France et Hugh Carthy prend l'habitude de grimper à chaque fois le Mont Ventoux dès le début de son adolescence. Il participe à ses premières courses à huit ans et excelle dans les rares épreuves du circuit britannique avec des montées.
Chez les juniors (moins de 19 ans), il obtient des résultats en 2012 sur le Tour d'Irlande (vainqueur d'une étape) et le Tour du Pays de Galles qu'il remporte après avoir porté le maillot de leader lors des quatre dernières étapes. Il s'adjuge également le classement de la montagne.
Il commence sa carrière professionnelle en 2013 au sein de l'équipe continentale britannique Rapha Condor JLT, après avoir été repéré par son manager John Herety. L'année suivante, il remporte son premier succès lors du contre-la-montre par équipes du Mzansi Tour en Afrique du Sud. Lors du Tour du Japon, il est meilleur jeune de l'épreuve, où il termine deuxième des étapes du Mont Fuji et d'Izu. Il s'adjuge par la suite le classement général et la sixième étape du Tour de Corée.
Après deux années chez Rapha Condor, ses bonnes performances lui permettent de signer un contrat de deux ans avec la formation espagnole Caja Rural-Seguros RGA en 2015. Il déménage à Pampelune et apprend rapidement l'espagnol. Pour ses premiers pas dans sa nouvelle équipe, il se fait remarquer lors de l'USA Pro Cycling Challenge et se classe notamment neuvième et meilleur jeune du Tour du Gévaudan Languedoc-Roussillon en fin de saison. En mars 2016, il obtient à 21 ans son premier résultat sur une course du World Tour en se classant neuvième et meilleur jeune du Tour de Catalogne. Cinq semaines plus tard, il remporte ses premiers succès professionnels en gagnant la première étape et le général du Tour des Asturies. En juin, alors qu'il occupe la troisième place de la Route du Sud, il chute lors de la dernière étape, perd huit minutes et se retrouve finalement 22e du classement final. En septembre, il participe sans briller au Tour d'Espagne, son premier grand tour.

### Carrière en World Tour
En 2017, il rejoint la formation World Tour Cannondale-Drapac pour deux saisons,. Pour sa première année, il est notamment 20e du Tour de Catalogne, 14e du Tour des Alpes et 15e du Tour du Guangxi. Il participe également à son premier Tour d'Italie. En 2018, il se classe 13e du Tour de Catalogne, après avoir été à l'attaque sur les étapes pyrénéennes. Après un Tour d'Italie sans performances notables, il est en août cinquième du Tour de l'Utah, puis troisième et meilleur grimpeur de la Colorado Classic. En septembre 2018, il renouvelle son contrat de deux ans avec l'équipe EF Education First-Drapac.
En 2019, il se classe troisième du Tour du Haut-Var. En mai, il termine onzième du Tour d'Italie et porte pendant un jour le maillot blanc de meilleur jeune. Le mois suivant, il remporte en solitaire la dernière étape du Tour de Suisse en ayant franchi trois cols en tête, lui permettant, par la même occasion, de remporter le classement du meilleur grimpeur et d'obtenir son premier succès sur le World Tour. Le 29 août, il abandonne sur chute le Tour d'Espagne.
En 2020, il est quatrième du Tour de La Provence après une belle étape aboutissant au Mont Ventoux. Il participe sans succès à son premier Tour de France. Il aide notamment son leader Rigoberto Uran à atteindre la 8e place au classement général et Daniel Martínez à gagner la 13e étape. En novembre, il crée la surprise en remportant la 12e étape du Tour d'Espagne au sommet de la mythique ascension de l'Angliru, remontant à la troisième place du général. Il s'agit de sa première victoire sur un grand tour. Il conserve cette troisième place au général jusqu'à l'arrivée et monte ainsi sur son premier podium sur un grand tour.
Très attendu en 2021, il commence bien sa saison en terminant troisième de la Classic de l'Ardèche. Avec comme objectif de doubler Giro/Vuelta, il se montre régulier en se classant huitième du Tour de Catalogne, douzième du Tour du Pays basque et cinquième du Tour des Alpes. Il réalise un Tour d'Italie solide et figure à la troisième place du général après la 16e étape. En difficulté lors de la dernière semaine, il perd du temps sur les autres favoris et redescend à le huitième place finale à Milan. Deux mois plus tard, il fait son retour à la compétition en remportant la dernière étape du Tour de Burgos au sommet des Lagunes de Neila. Une semaine après, il prend le départ du Tour d'Espagne, mais incapable de retrouve sa meilleure forme, il abandonne après une semaine de compétition.
Lors de la première partie de la saison 2022, il se montre en retrait. En avril, il se classe neuvième du Tour des Alpes. Le mois suivant, il figure en deuxième rideau sur le Tour d'Italie, qu'il termine également à la neuvième place, mais à 17 minutes du vainqueur Jai Hindley. Le 17 juin, comme trois de ses coéquipiers, il doit renoncer à prendre le départ de la sixième étape du Tour de Suisse en raison d'un test positif au SARS-CoV-2. Lors du Tour d'Espagne, il n'est pas à la lutte avec les autres favoris et termine seulement 25e du général, à plus d'heure du vainqueur Remco Evenepoel. Il termine sa saison avec une deuxième place sur le Tour de Langkawi.
Présent sur le Tour d'Italie 2023, il est atteint de troubles à l'estomac durant la dernière semaine de course. Alors quatorzième du classement général, sa maladie le contraint à renoncer à prendre le départ de la dix-neuvième étape.

## Palmarès et résultats

### Palmarès par année
| - 2012 - 3e étape du Tour d'Irlande juniors - Tour du Pays de Galles juniors : - Classement général - 2e étape - Green Mountain Stage Race juniors : - Classement général - 3e étape - 2013 - 2e des Suir Valley Three Day - 2014 - Prologue du Mzansi Tour (contre-la-montre par équipes) - Tour de Corée : - Classement général - 6e étape - 2016 - Tour des Asturies : - Classement général - 1re étape - 9e du Tour de Catalogne | - 2018 - 3e de la Colorado Classic - 2019 - 9e étape du Tour de Suisse - 3e du Tour du Haut-Var - 2020 - 12e étape du Tour d'Espagne - 3e du Tour d'Espagne - 2021 - 5e étape du Tour de Burgos - 3e de la Classic de l'Ardèche - 8e du Tour de Catalogne - 8e du Tour d'Italie - 2022 - 2e du Tour de Langkawi - 9e du Tour d'Italie - 2023 - 2e du Tour des Alpes - 4e du Tour du Guangxi - 8e de Tirreno-Adriatico |  |

### Résultats sur les grands tours

#### Tour de France
1 participation
- 2020 : 37e

#### Tour d'Italie
6 participations
- 2017 : 92e
- 2018 : 77e
- 2019 : 11e
- 2021 : 8e
- 2022 : 9e
- 2023 : non-partant (19e étape)

#### Tour d'Espagne
6 participations
- 2016 : 125e
- 2019 : abandon (6e étape)
- 2020 : 3e, vainqueur de la 12e étape
- 2021 : abandon (7e étape)
- 2022 : 25e
- 2023 : 23e

### Classements mondiaux
| Année                                 | 2013 | 2014 | 2015 | 2016 | 2017  | 2018 | 2019 | 2020 | 2021 | 2022 | 2023 | 2024 |
| ------------------------------------- | ---- | ---- | ---- | ---- | ----- | ---- | ---- | ---- | ---- | ---- | ---- | ---- |
| UCI World Tour                        |      |      |      | nc   | 248e  | 192e |      |      |      |      |      |      |
| Classement mondial                    |      |      |      | 182e | 825e  | 215e | 192e | 48e  | 103e | 163e | 127e | 949e |
| UCI Europe Tour                       | nc   | nc   | 858e | 105e | 1173e | 720e | 158e | 38e  | 87e  | 133e | nc   | nc   |
| UCI Asia Tour                         | 368e | 17e  | nc   | nc   | nc    | 736e |      |      |      |      |      |      |
| UCI America Tour                      | nc   | nc   | 170e | nc   | 280e  | 6e   |      |      |      |      |      |      |
| UCI Africa Tour                       | nc   | 138e | nc   | nc   | nc    | nc   |      |      |      |      |      |      |
|                                       |      |      |      |      |       |      |      |      |      |      |      |      |
| Légende : nc = non classéSource : UCI |      |      |      |      |       |      |      |      |      |      |      |      |